# Beate Wimmer-Puchinger
Beate Wimmer-Puchinger (* 29. April 1948 in Oberösterreich) ist eine österreichische Psychologin, die sich in Forschung und Praxis dem Thema Frauengesundheit widmet. Von 1999 bis 2015 setzte sie als erste Frauengesundheitsbeauftragte der Stadt Wien das Wiener Frauengesundheitsprogramm um.
1992 gründete sie Österreichs erstes Frauengesundheitszentrum – das F.E.M. in der Semmelweis-Frauenklinik in Wien. Als externe Professorin lehrt sie seit 1992 am Institut für Psychologie der Universität Salzburg zu den Schwerpunkten Klinische Psychologie, Public Health, Health & Gender und unterrichtet als Gastprofessorin u. a. an der Alice Salomon Hochschule Berlin und am Public-Health-Institut der Medizinischen Universität Wien.
Sie setzt sich für die Anerkennung der Ausbildung der klinischen Psychologen in Österreich ein und ist Mitgestalterin des österreichischen Psychologengesetzes, wofür sie 2011 mit dem Goldenen Ehrenzeichen für Verdienste um die Republik Österreich ausgezeichnet wurde.

## Leben
Beate Wimmer-Puchinger maturierte 1966 am Realgymnasium Wels, Oberösterreich. 1967 belegte sie das Studium der Psychologie, Pädagogik und Germanistik an der Universität Wien, absolvierte ein Studienjahr am Max-Planck-Institut für Psychiatrie in München und promovierte 1974 im Fach Psychologie an der Universität Wien zur Dr. phil. 1985 folgte die Habilitation, venia docendi für den Gesamtbereich Psychologie, 1993 verlieh ihr die Universität Salzburg den Titel „außerordentliche Universitätsprofessorin“.
Beate Wimmer-Puchinger ist seit 1977 mit dem Architekten Albert Wimmer verheiratet und Mutter von zwei Töchtern.

## Leistungen
Beate Wimmer-Puchingers Bemühungen um die Frauengesundheit in Österreich wurzeln in der zweiten Welle der Frauenbewegung und in deren Kampf um das Selbstbestimmungsrecht der Frau. Die Frauengesundheitsbewegung, die sich wehrte, den männlichen Körper als medizinische Norm zu begreifen und die die Medikalisierung des weiblichen Körpers sowie die Medizin als paternalistisch und rein biologisch kritisierte, beeinflusste ihre Arbeit. An der Ignaz-Semmelweis-Frauenklinik baute sie 1984 die Psychosomatik-Ambulanz auf und startete 1992 das Frauengesundheitszentrum F.E.M., das als WHO-Modellprojekt begann.
Auf Empfehlung der WHO erstellte sie den ersten Wiener Frauengesundheitsbericht (1996), der geschlechtsspezifische Gesundheits- und Krankheitsindikatoren sowie Defizite in Prävention und Versorgung aufzeigte. Die Berichtergebnisse motivierten den damaligen Gesundheitsstadtrat Sepp Rieder, ein eigenes Frauengesundheitsprogramm entwickeln zu lassen. Mit der Umsetzung wurde Wimmer-Puchinger 1999 betraut.
Als Frauengesundheitsbeauftragte realisierte sie zahlreiche Projekte zur Information, Gesundheitsförderung und -versorgung von Mädchen und Frauen in Wien, die heute zur Gesundheitslandschaft der Stadt gehören. U. a. die Essstörungshotline, die Einrichtung des kultursensiblen Frauengesundheitszentrums F.E.M. Süd, verständliche Informationsbroschüren, Gesundheitsförderungsangebote für Frauen mit sozialer Benachteiligung, Maßnahmen zur Früherkennung von Postpartaler Depression und Schwangerschaftskrisen, großflächige Pilotprogramme für ein qualitätsgestütztes Mammographiescreening, Schulungen für das Gesundheitspersonal zur Früherkennung von häuslicher Gewalt, zu weiblicher Genitalverstümmelung (FGM).

## Ehrungen
- 2010: Goldenes Ehrenzeichen für Verdienste um das Land Wien[10]
- 2011: Goldenes Ehrenzeichen für Verdienste um die Republik Österreich[11]
- 2014: ZONTA Merit Award[12]
- 2016: Frauenpreis der Stadt Wien[13]

## Veröffentlichungen
- gemeinsam mit Karin Gutierrez-Lobos, Anita Riecher-Rössler: „Irrsinnig weiblich – Psychische Krisen im Frauenleben, Hilfestellung für die Praxis“, Springer Verlag, Wien 2015
- gemeinsam mit Christina Bässler, Alexandra Beurle, Judith Raunig: „Psychosoziale Einflussfaktoren auf Geburtsmethoden und -zufriedenheit“, Hrsg.:Wiener Programm für Frauengesundheit, Wien 2013[14]
- gemeinsam mit Karin Eger, Thomas Helbich: „Organisierte, qualitätsgesicherte Brustkrebsfrüherkennung: Herausforderungen und Erfolge des Wiener Mammographiemodellprojektes 'Ich schau auf mich'“. In: BreastCare 05/2009
- gemeinsam mit Anita Riecher-Rössler: „Postpartale Depression. Von der Forschung zur Praxis.“ Springer Verlag, Wien 2006.[15]
- gemeinsam mit Erika Baldaszti, Elfriede Urbas: „Österreichischer Frauengesundheitsbericht 2005“. Im Auftrag des Bundesministerium für Gesundheit und Frauen (BMGF). Wien 2005.[16]
- gemeinsam mit Erika Baldaszti: „Sexualität und Gender: Geschlechtsspezifische Aspekte von Sexualität und reproduktiver Gesundheit in Österreich. Expertise und Sex-survey bei Frauen und Männern im Alter ab 15 Jahren“. Gefördert vom Jubiläumsfonds der Österreichischen Nationalbank. Wien 2005.
- gemeinsam mit Erika Baldaszti: „Schwangerschaftskonflikt – Motive für bzw. gegen den Schwangerschaftsabbruch.“ Studie gefördert vom BM Soziale Sicherheit und Generationen, Wien 2001, Forschungsbericht[17]
- gemeinsam mit Erika Baldaszti: „Psychologische Aspekte des Kontrazeptionsverhaltens von Frauen in der mittleren Lebensphase. Bewertung eines Langzeitkontrazeptivums aus Sicht der Anwenderinnen.“ (Mirena / Schering) – 2,5 Jahre Follow up. Studie gefördert von der Schering Wien GesmbH 2001
- gemeinsam mit Erika Baldaszti: „Mutter-Kind-Pass-Untersuchungen. Bestandsaufnahme und Entwicklung von Optimierungsansätzen.“ 2001 Studie gefördert vom Fonds Gesundes Österreich und den Landesregierungen von Burgenland, Niederösterreich, Salzburg, Kärnten und Vorarlberg.
- gemeinsam mit Erika Baldaszti, Kathleen Löschke, Marion Venus: „Frauengesundheitsförderung. Strategien zur zielgruppenspezifischen Gesundheitsförderung von sozial benachteiligten Frauen, Migrantinnen und schwangeren Frauen.“ Hrsg.: Bundesministerium für Soziale Sicherheit und Generationen, Reihe „Originalarbeiten – Studien – Forschungsberichte“, Band 3/2000
- gemeinsam mit Erika Baldaszti, Norbert Vetter: „HIV/AIDS in der Gynäkologie. Eine ÄrztInnen/PatientInnen-Studie.“ Wien 1999
- gemeinsam mit Barbara Fuchs: „Niederösterreichischer Frauengesundheitsbericht – Endbericht.“ Studie im Auftrag des Amtes der NÖ-Landesregierung 1999
- Erster Wiener Frauengesundheitsbericht, im Auftrag der Bereichsleitung für Gesundheit, Wien 1996
- Gewalt in der Familie. Ausmaß, Intervention und Prävention. Eine Befragung von SchulärztInnen, im Auftrag des Bundesministeriums für Umwelt, Jugend und Familie, durchgeführt vom Ludwig Boltzmann Institut für Gesundheitspsychologie der Frau, 1996
- Austrian Women’s Health Profile, „Österreichischer Frauengesundheitsbericht“, im Auftrag des Fonds Gesundes Österreich, Österreich 1995
- gemeinsam mit Christiana Nöstlinger: „Geschützte Liebe, Jugendsexualität und AIDS.“ Jugend & Volk Verlag, Wien 1994
- „Schwangerschaft als Krise, Psychosoziale Bedingungen von Schwangerschaftskomplikationen.“ Springer Verlag, Wien 1992